# Treponema vincentii
Espèce
Treponema vincentii est une espèce de bactéries de la famille des Treponemataceae. Ce bacille mobile est un spirochète, commensale de la cavité buccale de l'Homme.
T. vincentii est considéré comme non pathogène bien qu'il soit parfois retrouvé, associé à d'autres bactéries commensales comme des Fusobacterium necrophorum dans des lésions de gingivite ulcérative et nécrosante (angine fuso-spirillaire de Vincent). Il est aussi impliqué dans la parodontite chronique pouvant induire une perte osseuse. 
Il était auparavant connu sous le nom de Borrelia vincentii (Blanchard, 1906).

## Étymologie
L'épithète spécifique vincentii a été choisi en l'honneur du docteur Hyacinthe Vincent, un bactériologiste français. Le nom n'a pas été validement publié mais reste préféré bien que non correct.

## Publication originale
- (en) RM. Smibert, « Genus III Treponema Schaudinn 1905, 1728AL », dans Krieg NR, Holt JG (eds), Bergey’s Manual of Systematic Bacteriology, first edition, vol. 1, The Williams & Wilkins Co, Baltimore, 1984, p. 49-57.